# Osvald Klapper
Osvald (Oswald) Aurelius Klapper (10. července 1930, Opava – 26. prosince 2010, Praha) byl český akademický malíř, ilustrátor, grafik, typograf a scénograf.

## Život
Osvald Klapper vystudoval v letech 1950–1954 pod vedením profesora Karla Svolinského Vysokou školu uměleckoprůmyslovou v Praze a následně v letech 1954–1958 u profesora Františka Tröstera scénografii na Divadelní fakultě Akademie múzických umění.
Kromě knižních ilustrací tvořil zejména pro Českou společnost Fryderyka Chopina v Mariánských Lázních, na jejímž založení se roku 1959 podílel a byl také jejím místopředsedou. Jeho plakáty, brožury a obrazy s chopinovskou tematikou byly často vystavovány doma i v zahraničí (například ve Varšavě roku 1999 a 2000). Od roku 1990 byl členem Sdružení pražských malířů.

## Z knižních ilustrací
- Adam Bahdaj: Bacha, černý paraple! (1966).
- Adam Bahdaj: Klobouk za půl miliónu (1969).
- James Oliver Curwood: Barí, syn Kazanův (1973).
- Milan Ferko: Pirátští králové a královští piráti (1969).
- František Hečko: Moskva – Leningrad – Jasná Poljana (1954).
- Fraňo Kráľ: Jano (1966).
- Tadeusz Łopalewski: Fryderik Chopin (1986).
- Ľudo Ondrejov: Zbojnická mladost (1966).
- Martin Rázus: Maroško (1958).
- Hana Zelinová: Příběh z Větrné doliny (1989).
- Ľudo Zúbek: Rytíři bez meče (1979).